# Haldur Lasthein
Haldur Lasthein (Født Hansen, slettet i 1939, 1. juni 1905 i Aarhus – død 24. april 1986 i Charlottenlund) var en dansk fodboldspiller, som vandt Danmarksmesterskabet fire gange.
Haldur Lasthein spillede først for AGF fra 1921 til 1927. I 1925 blev han udtaget til det danske landshold som den første nogensinde fra AGF. Lasthein debuterede i landskampen 27. september mod Finland i Aarhus.
1928-1936 spillede Haldur Lasthein for B93 og var med til at vinde DM-guld fire gange (1929, 1930, 1934 og 1935)